# 克娄巴特拉·欧律狄刻
克娄巴特拉·欧律狄刻（希臘語：Κλεοπάτρα Ευρυδίκη，？—前336）是公元前4世纪前、中叶马其顿王国的贵妇，马其顿国王腓力二世的第五位或第七位、也是最后一位迎娶的王妃。

## 生平

### 早年
克利奥帕特拉·欧律狄刻生年不详，本名克娄巴特拉（希臘語：Κλεοπάτρα），意为“父亲的荣耀”。她是马其顿将军阿塔罗斯的侄女，具体出身未知，但无疑属于传统的马其顿贵族，學者E.D.卡尼從她的名字克娄巴特拉猜測她可能有王室血統。

### 王妃生涯
克利奥帕特拉大约于公元前338年或前337年嫁给了马其顿国王腓力二世。作为腓力二世的妻子，克利奥帕特拉和腓力二世的其他一些妻子一样拥有了一个新的王室名字，她被赐名为欧律狄刻，而“欧律狄刻”是腓力二世母親的名字。
尽管馬其頓君主傳統上奉行一夫多妻制，但一些管點認為他与克利奥帕特拉·欧律狄刻的婚姻是特别的。也就是说，他们的结合是因为爱情而不是政治原因。但也有一些學者認為，腓力在遠征遠行之前再度鞏固自己在馬其頓貴族的地位，才與貴族之女結婚。或者動機可能是腓力認為自己的繼承者候選太少。無論如何，腓力二世因此疏远了他的第三位或第五位、也是最重要的一位妻子奥林匹娅斯，他甚至在婚礼上咒骂奥林匹娅斯是淫妇，并且宣称她的儿子亚历山大（即后来的亚历山大大帝）是私生子（即不是腓力二世的亲生儿子），马其顿王室的内部关系日趋紧张。又说新王妃的叔父阿塔罗斯对奥林匹娅斯母子充满敌意，傲慢无礼，在婚宴上公开为腓力二世祈祷一个合法的儿子，言下之意就是说亚历山大不具有完全的馬其頓血統而缺少繼承合法性，這使得亞歷山大與阿塔罗斯大吵起來。爭吵中亞歷山大因為腓力二世明顯袒護阿塔罗斯這方，氣憤對父親出言不遜，同樣地腓力在暴怒下竟然拔剑想要杀死儿子亚历山大，失宠的奥林匹娅斯氣憤回娘家伊庇鲁斯摩羅西亞，亞歷山大也逃到伊利里亞去，马其顿王室内部的不和达到顶点。儘管腓力二世後來與亞歷山大和解，使他返國，不过新王妃与奥林匹娅斯母子的对立，也为她日后的悲惨命运埋下伏笔。
根据史学家尤尼安·查士丁和萨提鲁斯的说法，克利奥帕特拉·欧律狄刻至少为腓力二世生了一個女兒，名叫欧罗芭，儘管查士丁有提到她還有一個叫克拉诺斯的兒子。而現今一些學者如E.D.卡尼認為克利奥帕特拉僅有歐羅芭這個女兒，甚至史学家威廉·伍德索普·塔恩不僅忽略了克拉诺斯的存在，甚至对欧罗芭的存在与否也表示怀疑。

### 死亡
腓力二世遇刺后，欧罗芭和克拉诺斯被奥林匹娅斯谋杀，而克利奥帕特拉·欧律狄刻也随之被杀，一说自杀。不过，史学家彼得·格林坚持认为，克拉诺斯是被同父异母的哥哥、继任马其顿王位的亚历山大大帝下令处死的，而欧罗芭和克利奥帕特拉·欧律狄刻之死则是亚历山大之母奥林匹娅斯报复的结果。
奥林匹娅斯得知腓力二世死讯后，从娘家回到马其顿，她对夫君的死没有丝毫悲伤，反而十分得意。趁着儿子亚历山大暂时离开首都之际，奥林匹娅斯残忍地处死了克利奥帕特拉·欧律狄刻和她的子女。据说，亚历山大大帝对母亲此举深感不满，但他显然没有采取任何措施保护受害者，而且他也不可能不乐观其成，因为克利奥帕特拉·欧律狄刻的儿子克拉诺斯一死，他就成了马其顿王室中唯一的男性代表（他心智不健全的哥哥腓力三世除外），其地位不可动摇。